# El último centauro. La epopeya del gaucho Juan Moreira
El último centauro. La epopeya del gaucho Juan Moreira es una película sin sonido, en blanco y negro, de Argentina basada en el folletín Juan Moreira, de Eduardo Gutiérrez, rodada en 1923 y estrenada en Rosario, Argentina, el 26 de abril de 1924. Fue dirigida por Enrique Queirole según su propio guion y tuvo como protagonistas a Alberto Anchart, Isabel Anchart, Milagros de la Vega, Carlos Perelli y Ángela Tesada.

## Sinopsis
La película narra distintos episodios de la vida del mítico gaucho Juan Moreira.

## Producción
La película fue realizada en Rosario en 1923 por una compañía local que la rodó en el Chaco primero y en Córdoba y las quebradas del Saladillo, más exactamente en Inriville, después. Sin alcanzar la difusión de Nobleza gaucha -cuya temática compartía- también fue un éxito de público. José Carrilero compuso la música, que se ejecutaba en vivo, especialmente para esta película y todavía se conserva su partitura.
La película estuvo muchos años desaparecida hasta que en la década de 2000 fue encontrada en una baulera de un edificio de esa ciudad, donde habría vivido Jorge Sust, el hijo del productor de la película.

## Comentario
La Nación comentó que el filme sigue la novela pero que se crearon nuevas situaciones para hacerlo más interesante.

## Otras versiones
Otras películas basadas en el personaje mítico de Juan Moreira fueron:
- Juan Moreira, dirigida por Mario Gallo, y con la actuación de Enrique Muiño de 1909.
- Juan Moreira, película de Luis José Moglia Barth de 1948.
- Juan Moreira, película de Leonardo Favio de 1973.

## Reparto
- Alberto Anchart
- Isabel Anchart ...	Bailarina
- Antonio Andreu ...	Bailarín
- Pedro Constanza
- Milagros de la Vega
- Carlos Torres Funes
- Carlos Perelli	…Juan Moreira
- Esteban Peyrano
- Lolita Ramos ...	Bailarina
- Ángela Tesada …Vicenta